# Lars Eriksson
Lars Rickard «Lasse» Eriksson (Estocolmo, Suecia, 21 de septiembre de 1965) es un exjugador y exentrenador de fútbol sueco. En su etapa como jugador profesional se desempeñaba como guardameta.

## Selección nacional
Fue internacional con la selección de fútbol de Suecia en 17 ocasiones. Formó parte de la selección que obtuvo el tercer lugar en la Copa del Mundo de 1994, pese a no haber jugado ningún partido durante el torneo.

### Participaciones en Copas del Mundo
| Mundial                        | Sede           | Resultado      | Partidos | Goles |
| ------------------------------ | -------------- | -------------- | -------- | ----- |
| Copa Mundial de Fútbol de 1990 | Italia         | Fase de grupos | 0        | 0     |
| Copa Mundial de Fútbol de 1994 | Estados Unidos | Tercer lugar   | 0        | 0     |

### Participaciones en Juegos Olímpicos
| Olimpiada                     | Sede          | Resultado        | Partidos | Goles |
| ----------------------------- | ------------- | ---------------- | -------- | ----- |
| Juegos Olímpicos de Seúl 1988 | Corea del Sur | Cuartos de final | 0        | 0     |

### Participaciones en Eurocopas
| Copa          | Sede   | Resultado   | Partidos | Goles |
| ------------- | ------ | ----------- | -------- | ----- |
| Eurocopa 1992 | Suecia | Semifinales | 0        | 0     |

## Equipos

### Como jugador
| Equipo            | País     | Año       |
| ----------------- | -------- | --------- |
| Hammarby IF       | Suecia   | 1986-1989 |
| IFK Norrköping    | Suecia   | 1989-1994 |
| R. Charleroi S.C. | Bélgica  | 1994-1995 |
| FC Porto          | Portugal | 1995-1998 |
| Hammarby IF       | Suecia   | 1998-2001 |

### Como entrenador de porteros
| Equipo             | País   | Año       |
| ------------------ | ------ | --------- |
| Selección nacional | Suecia | 2009-2016 |

## Palmarés

### Campeonatos nacionales
| Título                                       | Equipo         | País     | Año  |
| -------------------------------------------- | -------------- | -------- | ---- |
| Allsvenskan (campeón de Suecia)              | IFK Norrköping | Suecia   | 1989 |
| Copa de Suecia                               | IFK Norrköping | Suecia   | 1991 |
| Allsvenskan (solo ganador de la Allsvenskan) | IFK Norrköping | Suecia   | 1992 |
| Copa de Suecia                               | IFK Norrköping | Suecia   | 1994 |
| Primeira Divisão                             | FC Porto       | Portugal | 1996 |
| Primeira Divisão                             | FC Porto       | Portugal | 1997 |
| Primeira Divisão                             | FC Porto       | Portugal | 1998 |
| Copa de Portugal                             | FC Porto       | Portugal | 1998 |
| Allsvenskan (campeón de Suecia)              | Hammarby IF    | Suecia   | 2001 |